# Hermann Vogel (Maler, 1856)

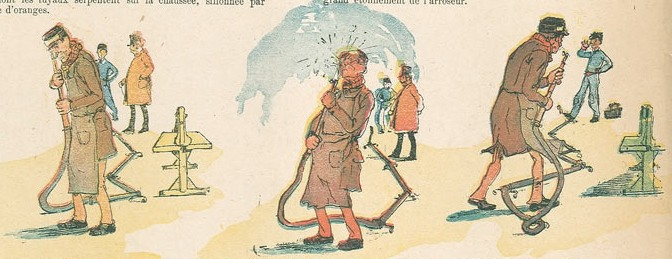
Bildergeschichte L’Arroseur (Der begossene Gärtner), 1887

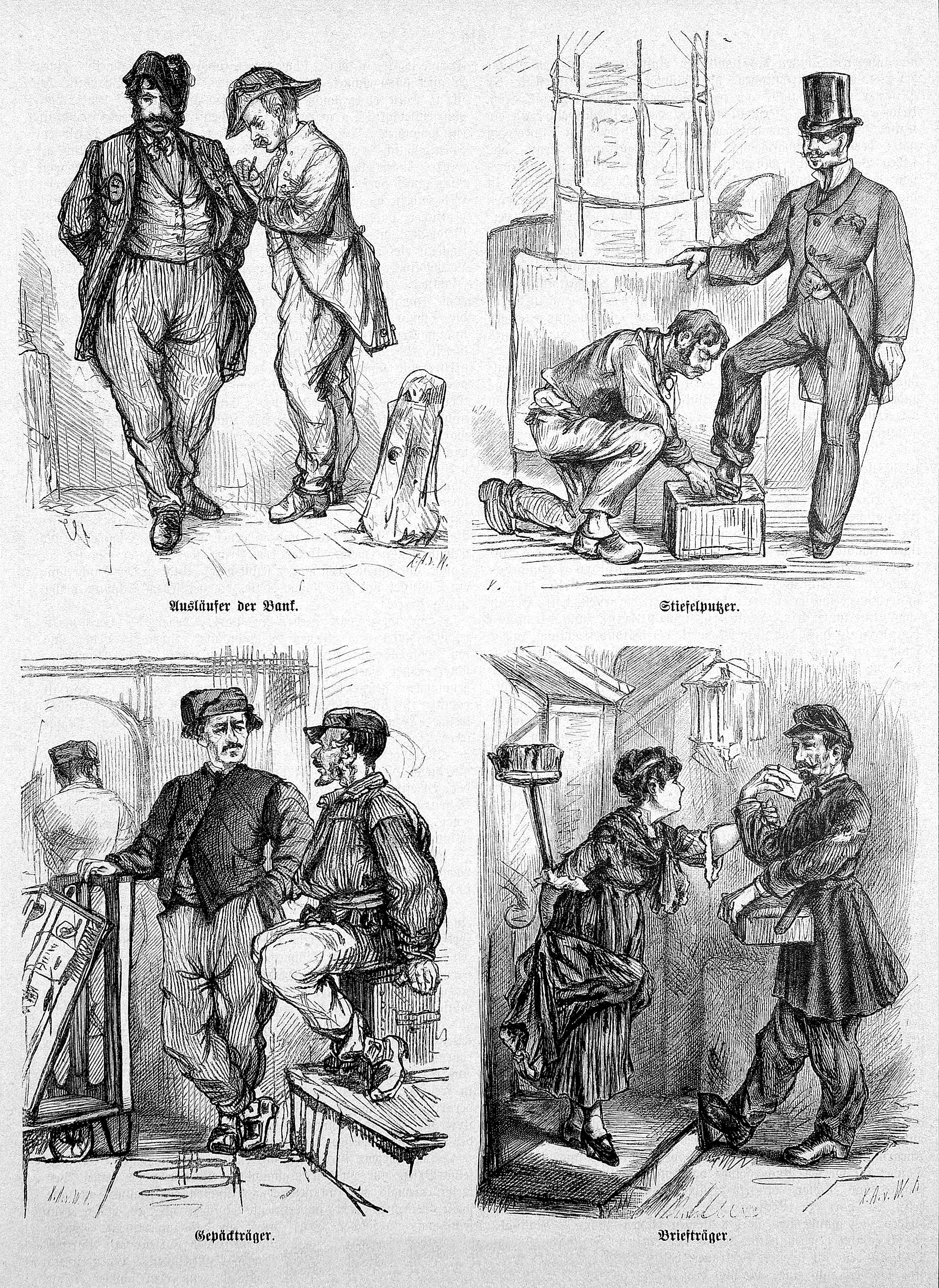
Pariser Straßentypen, aus Die Gartenlaube, 1878

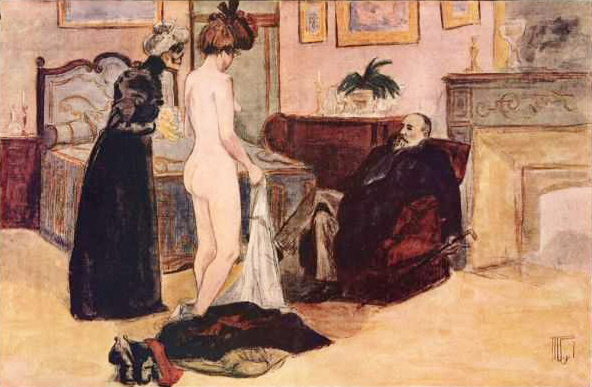
Gefällt sie Ihnen?, Bordellszene aus dem Totentanz-Zyklus in L’assiette au beurre, 1902

Hermann Vogel (* 1. Juni 1856 in Flensburg; † 17. Oktober 1918 in Paris) war ein französischer Maler und Illustrator deutscher Herkunft.

## Leben
Hermann Vogel kam 1864 als Kind nach Hamburg und studierte ca. 1872–1878 an der Akademie der Bildenden Künste München. Nach einem Duell 1879 musste er Deutschland verlassen. Er ließ sich in Paris nieder und wurde schließlich französischer Staatsbürger.
Er illustrierte mehrere Bücher und trug zahlreiche Zeichnungen und Gemälde zu Zeitschriften (unter anderem L’Assiette au beurre) bei.
Seine 1887 veröffentlichte Bildergeschichte L’Arroseur wird als Inspiration für den 1895 veröffentlichten Kurzfilm Der begossene Gärtner von Auguste und Louis Lumière gesehen.
Sein Sohn war der Kunstverleger und Journalist Lucien Vogel (1886–1954).